# Fredrik (äpple)

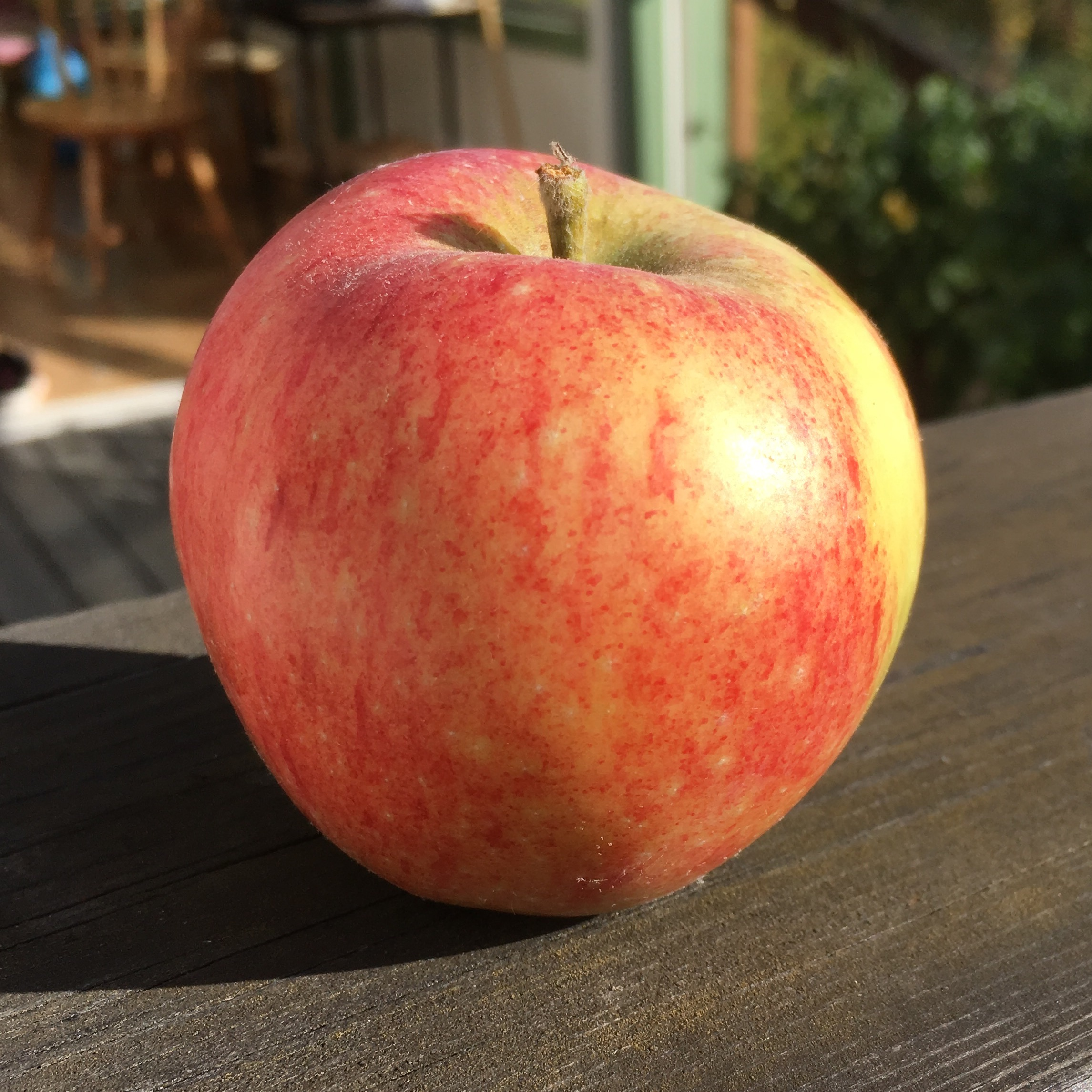
Ett äpple av sorten Fredrik

Fredrik är en äppelsort som är resultatet av en korsning mellan Aroma och ett amerikanskt urval med beteckningen PRI 1858/102. Äpplets skal är grönt på ena sidan och rödaktigt på den andra sidan. Smaken på köttet är milt och kryddigt. Äpplet mognar i oktober och kan lagras till mars–april. Äpplet är främst ett ätäpple.